# František Mareš (fotbalista)
František Mareš (21. května 1910 – 15. dubna 1942) byl český fotbalový obránce a reprezentant Československa.

## Sportovní kariéra
Za československou reprezentaci odehrál 6. září 1935 přátelské utkání v Jugoslávii, které skončilo remízou 0:0. Hrál za Viktorii Žižkov a SK Náchod.
V československé lize nastoupil ve 131 utkáních. Později byl hráčem a trenérem SK Kudrnáč Náchod.

### Ligová bilance
První ligové utkání: 9. března 1930 Viktoria Žižkov-Bohemians Praha 1:2
Poslední ligové utkání: 16. dubna 1939 SK Náchod-SK Slezská Ostrava 2:2
| Ročník          | Zápasy | Góly | Klub               |
| --------------- | ------ | ---- | ------------------ |
| I. liga 1929/30 | 7      | 0    | SK Viktoria Žižkov |
| I. liga 1930/31 | 7      | 0    | SK Viktoria Žižkov |
| I. liga 1930/31 | 7      | 0    | SK Náchod          |
| I. liga 1931/32 | 10     | 0    | SK Náchod          |
| I. liga 1932/33 | 16     | 0    | SK Náchod          |
| I. liga 1933/34 | 18     | 0    | SK Náchod          |
| I. liga 1935/36 | 25     | 0    | SK Náchod          |
| I. liga 1936/37 | 22     | 0    | SK Náchod          |
| I. liga 1937/38 | 9      | 0    | SK Náchod          |
| I. liga 1938/39 | 10     | 0    | SK Náchod          |
| CELKEM          | 131    | 0    |                    |